# Nguyễn Lê Cẩm Hiền
Nguyễn Lê Cẩm Hiền (sinh ngày 27 tháng 4 năm 2007 tại Quảng Ninh) là một nữ vận động viên cờ vua nhỏ tuổi người Việt Nam. Cô trở thành kỳ thủ thứ bảy và nữ kỳ thủ thứ hai của Việt Nam đoạt chức vô địch thế giới trẻ sau khi lên ngôi ở lứa tuổi U8 Giải vô địch cờ vua trẻ thế giới năm 2015 tại Porto Carras, Halkidiki (Hy Lạp)..

## Thành tích
- Vô địch lứa tuổi U8 giải vô địch cờ vua trẻ thế giới 2015 [1][3]
- Vô địch U6 giải cờ vua trẻ châu Á 2013[1]
- Á quân U8 giải cờ vua trẻ châu Á 2015[1]

## Gia đình
Cô là con của đại kiện tướng Nguyễn Anh Dũng và kiện tướng FIDE nữ Lê Thị Phương Liên.

## Tài trợ
Hiện cô được công ty Nutifood tài trợ theo 1 hợp đồng 9 năm (2016 - hết năm 2024) với mục tiêu trở thành VĐV chuyên nghiệp đặt đẳng cấp quốc tế. Điều đặc biệt ở hợp đồng này là không giới hạn kinh phí.